# 爱丁堡 (北达科他州)
爱丁堡（英語：Edinburg），是美国北达科他州下属的一座城市。根据2010年美国人口普查，该市有人口196人。2011年估计该市有人口194人，相对于2010年，增长率为?1.02%。